# Gerlachshausen
Gerlachshausen ist ein Ortsteil des Marktes Schwarzach am Main im unterfränkischen Landkreis Kitzingen in Bayern. Gerlachshausen war bis zum Zusammenschluss mit fünf weiteren Orten in den 1970er Jahren eine selbstständige Gemeinde. Der Ort kann als einer der ältesten in der Umgebung bezeichnet werden. Er bestand wohl bereits vor der Gründung des Klosters Münsterschwarzach, in dessen Einflussbereich er allerdings im Laufe des Mittelalters gelangte.
Gerlachshausen bildet heute den nördlichen Abschluss der Gemeinde. Anders als in den anderen Ortsteilen wurden hier, durch die Nähe zur Volkacher Mainschleife, größere Flächen unter Naturschutz gestellt. Der sogenannte Mainkanal, der von Volkach kommend in Gerlachshausen in den Main mündet, spielt für das Dorf eine wichtige kulturelle Rolle. Am Kanal entstand auch eine Schleuse. Der Ort selbst wird von der alten Ägidiuskirche und seinem ehemaligen Schloss dominiert.

## Geografische Lage

### Geografie und naturräumliche Lage
Gerlachshausen liegt im Norden des Schwarzacher Gemeindegebietes. Im Westen fließt der Main am Dorf vorbei, wobei sich bei Gerlachshausen der sogenannte Altmain und der Mainkanal Volkach-Gerlachshausen, der die Volkacher Mainschleife überwinden soll, treffen. Weiter nördlich beginnt das Gemeindegebiet von Volkach, die Gemarkung von Dimbach liegt Gerlachshausen am nächsten. Im Osten erhebt sich dagegen in einiger Entfernung Wiesentheid-Reupelsdorf. Der Süden wird von Münsterschwarzach eingenommen, mit dem Gerlachshausen heute zusammengewachsen ist. Die beiden Ortsteile bilden zusammen mit Stadtschwarzach das Zentrum der Gemeinde. Südwestlich, auf der anderen Mainseite, liegt dagegen Schwarzenau. Der Nordwesten wird dagegen von Sommerach eingenommen.
Nächstgelegene, größere Städte sind Volkach, mit einer Distanz von etwa 6 Kilometern und Kitzingen, das ungefähr 10 Kilometer entfernt ist. Die nächste Großstadt ist das etwa 21 Kilometer entfernte Würzburg.

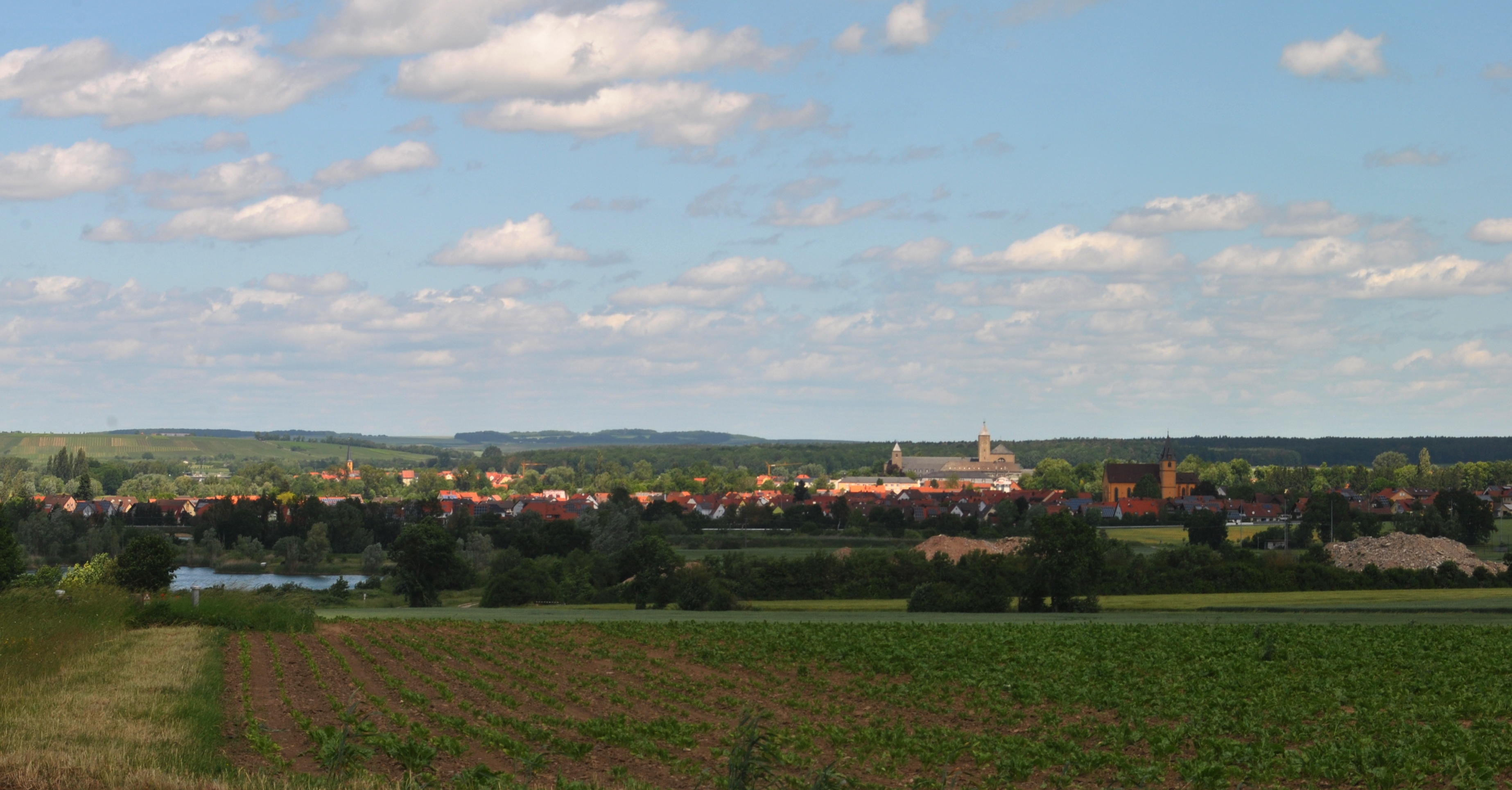
Die Schwarzacher Talweitung: Gerlachshausen links im Hintergrund

Naturräumlich wird Gerlachshausen mit seiner Gemarkung zur sogenannten Schwarzacher Talweitung (auch Schwarzacher Becken) gerechnet. Der Abschnitt des Mittleren Maintals zeichnet sich durch seine direkt an den Main anschließenden flachen Abschnitte aus, die durch Schwemmfächer der hier mündenden Bäche gebildet wurden. Daneben ragt der ebenfalls im Maintal gelegene Naturraum Volkacher Mainschleife mit einer anderen geologischen Zusammensetzung bis zur bebauten Fläche. Das Dimbacher Flugsandgebiet als Teil der Kitzinger Mainebene nimmt den Nordosten der Gemarkung ein.
Der Ortsteil liegt in der Maingauklimazone, die zu den trockensten und wärmsten Klimazonen in Deutschland zählt. Das erklärt auch den Weinbau in der Umgebung, der heute allerdings für Gerlachshausen keine wirtschaftliche Rolle mehr spielt. Geologisch überwiegen auf der Ostseite des Maines bereits Keupergesteine, die eigentlich besonders typisch für das sogenannte Steigerwaldvorland weiter östlich sind. Daneben ragen auch Flugsandgebiete mit Dünenbildung in die Gemarkung.
Hydrologisch wird Gerlachshausen vom Main bzw. dem seit den 1950er Jahren bestehenden Mainkanal dominiert. Main und Mainkanal münden bei Flusskilometer 188 im Westen der Gerlachshäuser Gemarkung, unmittelbar neben der bebauten Fläche des Altortes, ineinander. Außerdem spielen der Mainzufluss Etterswasengraben, der bei Dimbach entspringt, und der Hölzersgraben weiter nördlich eine gewisse Rolle. Bis zur Gemeindegebietsreform in den 1970er Jahren und der Gemarkungsumlegung, endete das Gebiet von Gerlachshausen unmittelbar nördlich der Schwarzach, die heute durch Münsterschwarzach fließt.

### Dorfgliederung
Die Gerlachshäuser Gemarkung nimmt eine Fläche von 5,28 km² ein, was sie zur größten Flächeneinheit der Gemeinde macht. Die bebaute Fläche nimmt nur einen kleinen Teil ihrer Fläche ein und ist ganz im Süden zu finden. Das Straßendorf entstand im Osten des Maines auf einer hochwasserfreien Terrasse. Mit der Ägidiuskirche auf einer Anhöhe (196 m NN.) im Norden und dem ehemaligen Schloss im südlichen Teil des Altortes existieren zwei historische Zentren. Den Friedhof verlegte man im 20. Jahrhundert an den nördlichen Rand der bebauten Fläche.
Eine Besonderheit weist die im 20. Jahrhundert entstehende Siedlung des Dorfes auf. Sie ist inzwischen mit der von Münsterschwarzach zusammengewachsen und erstreckt sich entlang der Kreisstraße im Süden und Südosten des Altortes. So bildet der Ziegelhüttenweg die, auf beiden Seiten bebaute, Gemarkungsgrenze zwischen Gerlachshausen und Münsterschwarzach. Die geraden Hausnummern zählen nach Gerlachshausen, während die ungeraden zur Gemarkung Münsterschwarzach gehören. Ebenso teilen sich beide Ortsteile die Garten- und die Sonnenstraße. Zentrum der Siedlung ist der Kreisverkehr in der Abt-Plazidus-Straße weiter östlich.
Die unbesiedelten Gemarkungsteile sind landschaftlich unterschiedlich. Der weit ins Mainhinterland reichende Ostteil wird von großen Ackerbauflächen geprägt, die sich bis zum historischen Eulenberg (223 m NN.) bzw. bis zu den Wäldern des Reupelsdorfer Staatswaldes ziehen. Im Norden ragen mit dem Hübnerholz und dem Vorderen bzw. Hinteren Holz die Waldgebiete um Dimbach bis in die Gemarkung. Hier ist auch die Wüstungsstelle des aufgelassenen Lindhofes zu finden. Daneben hat Gerlachshausen auch Anteil am Spessartwald. Während die Gemarkung im Westen am Main endet, hat das Dorf auf der westlichen Seite des Mainkanals noch Flächen auf der sogenannten Weininsel. Hier liegt auch die Schleuse Gerlachshausen.

### Schutzgebiete
Die Gemarkung Gerlachshausen ist die einzige Fläche der Gemeinde Schwarzach am Main, in der in größerem Maßstab Areale durch die Naturschutzbehörden unter Schutz gestellt wurden. Dies hängt insbesondere mit der Nähe zur Volkacher Mainschleife zusammen, die durch ihre jahrhundertealte Kulturlandschaft bereits seit Jahrzehnten verstärkt auf den Tourismus setzt und die größte Dichte von Naturschutzgebieten im Landkreis Kitzingen aufweist.
Der äußerste Nordwesten der Gemarkung, der auf der Weininsel liegt, ist Teil des Landschaftsschutzgebietes Volkacher Mainschleife. Bereits 1955 wurde der besonders naturnahe Maintalabschnitt unter Schutz gestellt. Ebenso ist die Mainschleife Fauna-Flora-Habitat (FFH). Weite Teile der Mainschleife sind außerdem als Abschnitt des Maintales zwischen Dettelbach und Schweinfurt bzw. des Südlichen Steigerwaldvorlandes zum Vogelschutzgebiet erklärt worden. Die Mainschleife genießt zusätzlich den Status eines Geotopes.
Einziges Naturschutzgebiet sind die Sandfluren bei Volkach, Schwarzach am Main und Sommerach. Sie ragen im äußersten Norden der Gemarkung entlang der Staatsstraße in Richtung Gerlachshausen und haben ihr Zentrum im Sommeracher Riedwald bzw. im Spessart. Zweck des Naturschutzgebietes ist die Sicherung von Sandmagerrasen und Sandgrasheiden in ihrer Verzahnung mit Waldrändern, Wiesen, Ackerflächen, Streuobstbeständen, Feuchtgebieten und Wasserläufen sowie der Schutz von Sanddünen und Flugsandflächen.

## Geschichte

### Vor- und Frühgeschichte
Das Schwarzacher Becken besitzt eine lange Siedlungsgeschichte, die bereits bis in das Paläolithikum reicht. Vor 4000 Jahren siedelten Schnurkeramiker der Jungsteinzeit in der Umgebung von Schwarzenau. Die Urnenfelderzeit ist mit mehreren Funden um Hörblach vertreten. Gleichzeitig wurde auch das Areal um Düllstadt von Menschen erschlossen. 1969 wurde ein Kegelhalsgefäß in der Umgebung der heutigen Siedlung entdeckt, das die verbrannten Überreste eines jungen Mannes enthielt.
Aus der älteren Eisenzeit haben sich wiederum um Schwarzenau Trennwandschalen der Hallstattmenschen aus der Zeit zwischen 800 und 500 vor Christus erhalten, die heute im Museum für Franken zu sehen sind. Ihre Grabbeigaben waren noch aus Bronze geschaffen. Die Gemarkung von Gerlachshausen selbst wird erstmals mit dem 1963 erfolgten Fund eines Gräberfeldes der La-Tène-Zeit fassbar. Der keltische Stamm der Bojer errichtete um die Zeitenwende herum in Schwarzenau eine dauerhafte Siedlung. Zugleich konnten auch auf der anderen Mainseite keltische Funde gemacht werden.
Anschließend war das Becken von Alemannen besiedelt, die bis um 260 nach Christus verschwanden. Sie machten den Burgunden Platz, die bis ins 4. Jahrhundert zwischen Main und Schwarzach siedelten. Diese germanischen Stammesverbände etablierten auch den Namen Schwarzach für das Fließgewässer im Zentrum der Talweitung. Ab dem 6. Jahrhundert begannen fränkische Stämme von Westen kommend in das Gebiet vorzustoßen und verdrängten die etablierte Bevölkerung langsam.
In der Gemarkung Gerlachshausen fanden sich außerdem fränkische Reihengräber, die vielleicht in die Zeit der merowingischen Landnahme im 6. Jahrhundert verweisen. Die Franken brachten das Christentum an den Main mit und etablierten erste Verwaltungsgrenzen, die sogenannten Gaue. Das spätere Gerlachshausen lag nördlich des Grenzflusses Schwarzachbach und war damit Teil des Volkfeldes, das entlang des Volkachbaches entstand.
Obwohl Gerlachshausen unter diesem Namen erst im 10. Jahrhundert in Urkunden auftauchte, ist die Existenz des Ortes durch verschiedene Rückprojektionen auch in den Jahrhunderten zuvor gesichert. So entstanden die meisten Gemarkungen im Schwarzacher Becken bereits im 7. bzw. 8. Jahrhundert, darunter auch die von Gerlachshausen. In der zweiten Hälfte des 8. Jahrhunderts schnitt man allerdings die neuentstehende Klostergemarkung Münsterschwarzach aus der von Gerlachshausen heraus. Gerlachshausen behielt den wirtschaftlich wichtigen Mainzugang.

### Mittelalter
Erstmals urkundlich erwähnt wurde Gerlachshausen in einer Urkunde des Jahres 918. Am 21. April 918 bestätigte König Konrad I. in Frankfurt am Main mehrere Orte, die Bischof Dracholf von Freising, der zugleich auch Kommendatarabt von Schwarzach war, an sein Kloster übergeben hatte. Neben „Stockheim et Lanckheim“ tauchte auch „Gerlachshausen“ als Ausstattung zum Unterhalt der Mönche in dem Diplom auf. Eventuell gehörte Dracholf der Familie der Mattonen an, die als Stifterfamilie des Klosters Münsterschwarzach angesprochen werden und auch für die Gerlachshäuser Frühzeit eine große Rolle spielen.
Im Früh- und Hochmittelalter gelangten, als Erben der Mattonen, die Grafen zu Castell in den Besitz von Gerlachshausen. Im Jahr 1115 erwarb dann schließlich Abt Rupert von Münsterschwarzach das Dorf von Heinrich von Gerlachshausen, der Teil der Familie zu Castell gewesen ist. Heinrich wurde mit einer lebenslangen Naturalienrente entschädigt. Mit der Übergabe an Münsterschwarzach gelangte auch das Patronatsrecht über den Gerlachshäuser Pfarrer an das Kloster.
Die Urpfarrei Gerlachshausen kann als eine der ältesten kirchlichen Gemeinden am Maindreieck bezeichnet werden und hat ihren Ursprung wohl in der fränkischen Besiedlung des Raumes. Zur Pfarrei gehörten im Mittelalter die Orte Dimbach, Düllstadt, Hörblach, Kirchschönbach, Mainsondheim, Nordheim (am Main), Reupelsdorf, Schwarzenau und Sommerach. Eventuell hatten zunächst die Mattonen das Recht den jeweiligen Pfarrer einzusetzen. Es gelangte über die Grafen zu Castell als Lehen an das Hochstift Würzburg und dann an den jeweiligen Abt. Bischof Erlung von Würzburg bestätigte den Übergang an Schwarzach auf einer Synode in Würzburg.
Die Casteller Grafen hielten aber auch weiterhin einige Güter im Ort. Dies wurde während der Fehde von 1227/1230 deutlich, bei dem Graf Rupert zu Castell gegen den Würzburger Bischof vorging. Nach der Niederlage des Grafen gelangte dann Gerlachshausen endgültig in den Machtbereich des Bischofs. Die Vogtei als militärische Schutzherrschaft besaßen aber weiterhin andere Adelige. Erst 1284 veräußerte die Witwe des Heinrich Fuchs von Dornheim, Gertrud von Zabelstein, die Vogtei an den Bischof, was 1306 bestätigt wurde.
Obwohl der Bischof von Würzburg die Oberhoheit über den klösterlichen Besitz innehatte, konnten die Mönche als Mediatmacht einen eigenen Klosterbesitz aufbauen. Zu diesem Besitz zählte auch Gerlachshausen, was 1326 durch Bischof Wolfram von Würzburg neuerlich bestätigt wurde. Neben den Mönchen besaßen aber weiterhin Casteller Ministeriale, wie die Zollner von Hallburg einige Güter im Ort. Unklar ist die Zugehörigkeit des Schlosses am Südrand des Dorfes, das wohl Heinrich von Gerlachshausen im 12. Jahrhundert gehört hatte.
Im Bayerischen Krieg spielten die obrigkeitlichen Zugehörigkeiten für die Gerlachshäuser keine große Rolle mehr. Der Ansbacher Markgraf Albrecht Achilles überzog die Region mit Krieg und Zerstörung. 1461 quartierte sich der Markgraf in das benachbarte Sommerach ein, das ebenfalls zu den Klosterdörfern Münsterschwarzachs gezählt wurde. Teile von Gerlachshausen wurden im Laufe des Jahres niedergebrannt, um die Truppen mit Nahrungsmitteln versorgen zu können.

### Frühe Neuzeit
Der Deutsche Bauernkrieg, der mit einem Aufstand im Schwäbischen begann, bildete einen Epochenwechsel, der sich auch auf Franken auswirkte. 1525 schlossen sich auch die Stadtschwarzacher den Bauernhaufen an und plünderten das Kloster Münsterschwarzach, um die verhassten Abgaben an die Mönche nicht mehr zahlen zu müssen. Es ist unklar, ob sich auch Gerlachshäuser an den Aufständen beteiligten. Der Abt von Münsterschwarzach floh während der Plünderung seines Klosters nach Gerlachshausen und wurde hier vom „einzigen treuen Untertan“, Bürgermeister Johann Zirold in seinem Haus aufgenommen.
Die Pfarrkirche, die im 15. Jahrhundert einen ersten Ausbau erfahren hatte und in der Vergangenheit, nach der Zerstörung der romanischen Egbertbasilika, zeitweise auch als Kirche des Mönchskonvents von Münsterschwarzach gedient hatte, erlebte im 16. Jahrhundert einen Niedergang. Dagegen stieg die Stadtschwarzacher Kirche weiter auf. Ebenfalls gelangten die Gerlachshäuser bis spätestens 1589 an die Zent Stadtschwarzach.
Mit der Reformation begannen sich auch konfessionelle Konflikte auf die Geschichte Gerlachshausens niederzuschlagen. Im Schmalkaldischen Krieg entwendete Johann Friedrich I. von Sachsen den Gerlachshäusern ihr Getreide und im Zweiten Markgrafenkrieg musste die Bevölkerung 910 Gulden als Brandschatzung zahlen, um vor Zerstörungen verschont zu werden. Immerhin gelang es 1570 Abt Johannes Burckhardt den Brüdern Stephan, Konrad und Johann Zollner von Hallburg ihre Güter in Gerlachshausen abzukaufen, sodass jetzt jedes Haus im Ort zum Kloster gehörte.
Nach dem Tod des Abtes Johannes Burckhardt im Jahr 1598 begann der Würzburger Bischof Julius Echter von Mespelbrunn verstärkt auch in Gerlachshausen zu wirken. Um die Untertanen in der Ausübung des katholischen Glaubens zu stärken, übergab er die Pfarrei Gerlachshausen in die Hände eines Weltpriesters, der auch im Ort wohnen sollte. Zugleich erhielt das Gotteshaus den heute noch vorhandenen Echter-Spitzhelm. Erst 1649 gelangten wieder Mönche aus Münsterschwarzach an die Pfarrei. 1609 wurden Schwarzenau und Hörblach von der Mutterpfarrei Gerlachshausen abgetrennt.
Während des Dreißigjährigen Krieges wurde auch Gerlachshausen häufig geplündert und die Menschen retteten sich mit ihrem Hab und Gut in die umliegenden Wälder. Das Dorf blieb allerdings, anders als einige Nachbargemeinden, immer bewohnt. Allerdings wohnte 1636 nur noch ein einziger Mann in Gerlachshausen, der vom Fischfang lebte. Bereits 1662 war Gerlachshausen wieder besiedelt, 1680 wurde die damals in Gerlachshäuser Gemarkung befindlichen Schwarzachbrücke aus Stein fertiggestellt.
Nachdem die Pfarrkirche im Ort im Laufe der Zeit für immer weniger Gemeinden zuständig geworden war, verlor sie im 18. Jahrhundert sogar ihren Status und wurde Filiale der Pfarrkirche Heiligkreuz in Stadtschwarzach. Obwohl die Bevölkerung mit dem Neubau des Langhauses in den 1750er Jahren den Bedeutungsverlust aufhalten wollte, war Gerlachshausen spätestens 1791 Teil der Pfarrei Stadtschwarzach geworden. 1879 musste die Kirche nach einem Unwetter teilweise neu aufgebaut werden.

### Neuzeit: In Bayern
Die Säkularisation des Klosters Münsterschwarzach zu Beginn des 19. Jahrhunderts bedeutete einen tiefgreifenden Eingriff in die Wirtschafts- und Sozialstruktur des Schwarzacher Beckens. Zunächst kam das Dorf 1803 an Kurpfalz-Bayern, später folgte bis 1814 eine Zwischenzeit im Großherzogtum Würzburg. Erst danach stieg Gerlachshausen zu einer Ruralgemeinde im Königreich Bayern auf. Für das Dorf zuständig wurde das Landgericht im nahen Dettelbach.

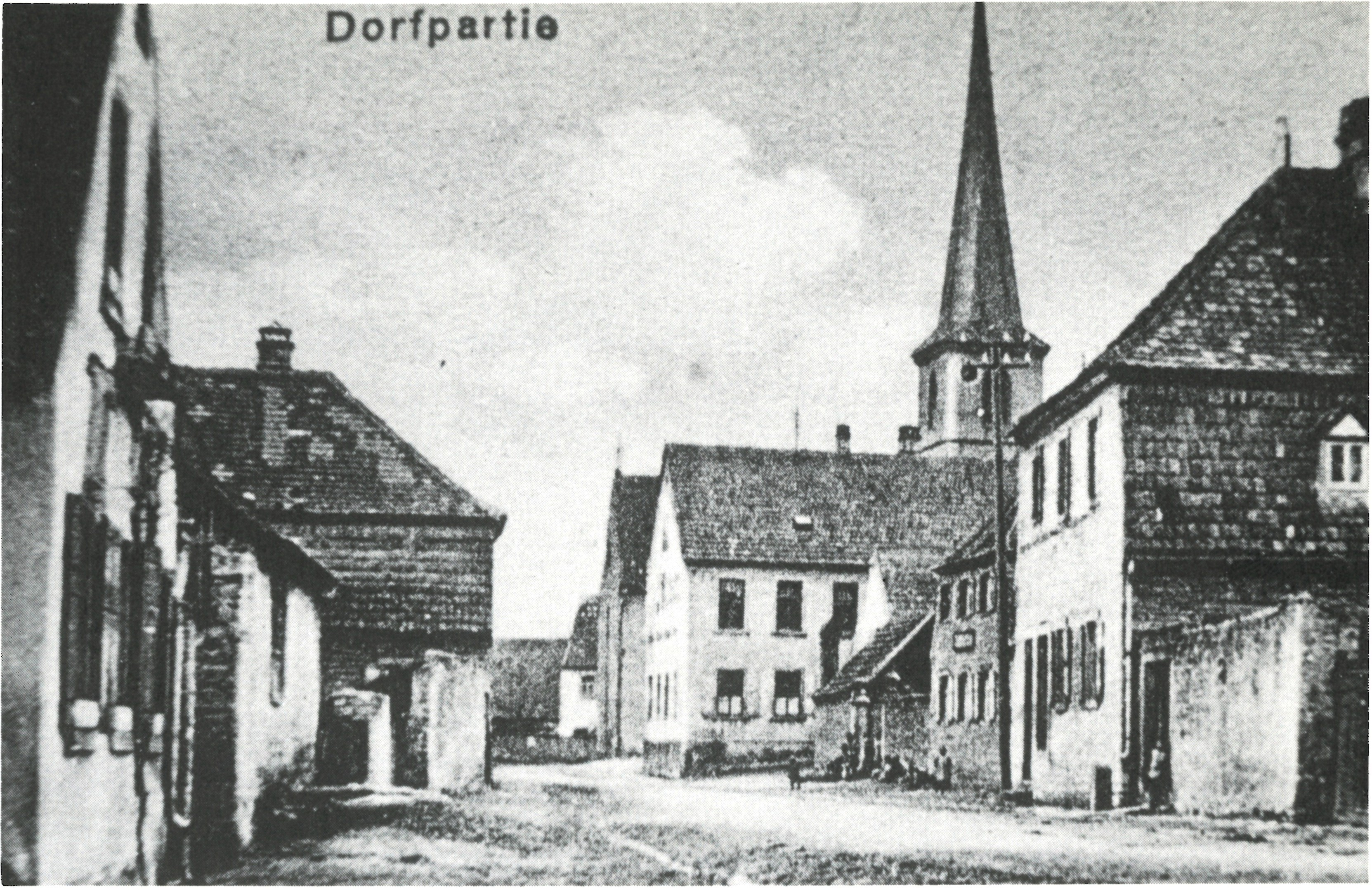
Postkarte von 1914: Dorfpartie Gerlachshausen

Bis in die zweite Hälfte des 19. Jahrhunderts bestand die Gemeinde Gerlachshausen auch aus der Ansiedlung, die sich vor dem aufgelösten Kloster gebildet hatte. Erst 1864 wurde die Gemeinde Münsterschwarzach unabhängig von Gerlachshausen. Erst in den 1970er Jahren stattete man das Dorf um das Kloster mit einer eigenen Gemarkung aus. Im Jahr 1875 wurde in Gerlachshausen eine Feuerwehr gegründet, die als älteste Wehr Vorbild für weitere solcher Institutionen im Schwarzacher Becken wurde.
Zu Beginn des 20. Jahrhunderts wurde das Dorf mit einer Posthilfsstelle ausgestattet, die ihren Sitz im Gasthaus zum Anker hatte. 1928 wandelte man sie in eine ganze Poststelle um. Gerlachshausen hatte in den beiden Weltkriegen des 20. Jahrhunderts insgesamt 24 Gefallene und Vermisste zu beklagen. Ihre Namen wurden außen an der Ägidiuskirche in Form von kleinen Epitaphen verewigt.
Einen wirtschaftlichen Aufschwung für die noch weitgehend von der Landwirtschaft lebende Bevölkerung, brachte nach dem Zweiten Weltkrieg der Bau des Mainkanals zwischen Volkach und Gerlachshausen. Bereits in den 1930er und 1940er Jahren war eine Umgehung der engen Mainschleife für die Schifffahrt diskutiert worden, wobei der Kanal zunächst von Gerlachshausen über Obervolkach und Unterspiesheim geführt werden sollte. Bis 1957 wurde der heute bestehende Kanal fertiggestellt. Die Orte in seiner Nähe profitierten während der Bauzeit auch wirtschaftlich.
1965 löste man die einklassige Grundschule in Gerlachshausen auf und schloss sich dem Schulverband Schwarzacher Becken an. Gleichzeitig weihte man auch die nahe Stadtschwarzach gelegene Kläranlage ein. 1973 trat Gerlachshausen im Zuge der Gemeindegebietsreform der Gemeinde Schwarzach bei. Damit endete die jahrhundertelange Unabhängigkeit des Ortes.

### Ortsname
Der Ortsname Gerlachshausen hängt eng mit der Geschichte des Dorfes zusammen. Das Präfix Gerlach- verweist wohl auf den Namen eines fränkischen Adeligen, der als einer der ersten an dieser Stelle siedelte. Eventuell gibt der Name sogar einen Hinweis auf den Gründer des Ortes. Die Endung -hausen war während der geplanten, fränkischen Besiedlung des Maindreiecks in Mode. Gerlachshausen ist also als der Ort „zu den Häusern des Gerlach“ zu deuten.
Anders als bei vielen Orten der näheren Umgebung war der Name Gerlachshausen in der Vergangenheit kaum Änderungen unterworfen. Bereits in der Urkunde von 918 tauchte Gerlachshausen in seiner heutigen Namensform auf. In der Frühen Neuzeit setzte sich dann zeitweise die Bezeichnung Geroldshausen durch. Von der Orten der Umgebung werden die Gerlachshäuser mit Necknamen belegt. So nennt man sie Boon'schaißər (mfr. Weidenscheißer) und Maüs (mfr. Mäuse).

### Verwaltung und Gerichte
| Die folgenden Verwaltungseinheiten waren Gerlachshausen übergeordnet. - bis 1803: Kloster Münsterschwarzach im Hochstift Würzburg - bis 1862: Landgericht Dettelbach im Untermainkreis, ab 1837 Unterfranken - bis 1879: Bezirksamt Volkach in Unterfranken - bis 1973: Bezirksamt Kitzingen, ab 1939 Landkreis Kitzingen in Unterfranken - ab 1973: Ortsteil der Gemeinde Schwarzach am Main, Landkreis Kitzingen | Gerichtlich unterstand Gerlachshausen folgenden Instanzen. - bis 1803: Zentgericht Stadtschwarzach im Hochstift Würzburg - bis 1862: Landgericht älterer Ordnung Dettelbach - bis 1879: Landgericht Dettelbach - bis 1943: Amtsgericht Dettelbach im Landgerichtsbezirk Würzburg - ab 1943: Amtsgericht Kitzingen im Landgerichtsbezirk Würzburg |

## Politik

### Vom Bürgermeister zum Ortssprecher
Über die innerdörfliche Ordnung der Vergangenheit ist aus Gerlachshausen kaum etwas bekannt. Wahrscheinlich war der Ort wie vergleichbare Gemeinden im Umland organisiert. Die Bevölkerung wählte aus ihren Reihen einen Bürgermeister oder Vorsteher, der allerdings gegenüber der Obrigkeit keinerlei Befugnisse innehatte, sondern lediglich als Ansprechpartner fungierte. Ihm gegenüber stand der weitaus mächtigere Schultheiß, der vom Grundherren eingesetzt wurde.
In Mittelalter und Früher Neuzeit sind einige Namen von Gerlachshäuser Honoratioren überliefert. So galt der Bürgermeister Johann Zirold im Jahr 1525 als einziger treuer Untertan der hinter dem Abt von Münsterschwarzach stand. Sein Nachfolger war 1648 Johann Georg Seidner. Nach dem Verlust der jahrhundertealten Eigenständigkeit in den 1970er Jahren erhielten die ehemals selbstständigen Orte des Schwarzacher Beckens einen Ortssprecher, der sich um ihre Vertretung im neuen Gemeinderat kümmern sollte.

### Einwohnerentwicklung
Zu Beginn des 19. Jahrhunderts überschritt Gerlachshausen die Zahl von 200 Einwohnern. Während in der ersten Hälfte des Jahrhunderts die Einwohnerzahlen stetig stiegen, kehrte sich der Trend in der zweiten Hälfte um. Hieran hatte auch die allgemeine konjunkturelle Entwicklung Anteil. Im Jahr 1900 war mit 213 Einwohnern ein Tiefststand erreicht. In der Folgezeit lebten wieder mehr Bewohner im Ort, wobei die Schwankungen lediglich auf Geburtenzunahme zurückzuführen sind, weil kaum Zuzug aus dem Umland erfolgte.
Nach dem Zweiten Weltkrieg erlebte die Gemeinde einen Zuzug durch die Flüchtlinge und Vertriebenen. Die Menschen lebten nur kurze Zeit in Gerlachshausen und zogen dann weiter. So ist das Allzeithoch von 353 Einwohnern im Jahr 1946 zu erklären. Allerdings lebten in der zweiten Hälfte des 20. Jahrhunderts immer über 300 Menschen im Dorf. Diese Zahlen wurden durch die Ausweisung von Neubaugebieten und die Verbindung mit den Nachbargemeinden in den 1970er Jahren stabilisiert.
| Jahr | Einwohner | Jahr | Einwohner | Jahr | Einwohner |
| ---- | --------- | ---- | --------- | ---- | --------- |
| 1814 | 206       | 1919 | 223       | 1952 | 329       |
| 1840 | 286       | 1933 | 239       | 1961 | 322       |
| 1875 | 274       | 1939 | 261       | 1970 | 337       |
| 1900 | 218       | 1946 | 353       | 1987 | 341       |

## Kultur und Sehenswürdigkeiten

### Baudenkmäler

#### Ägidiuskirche

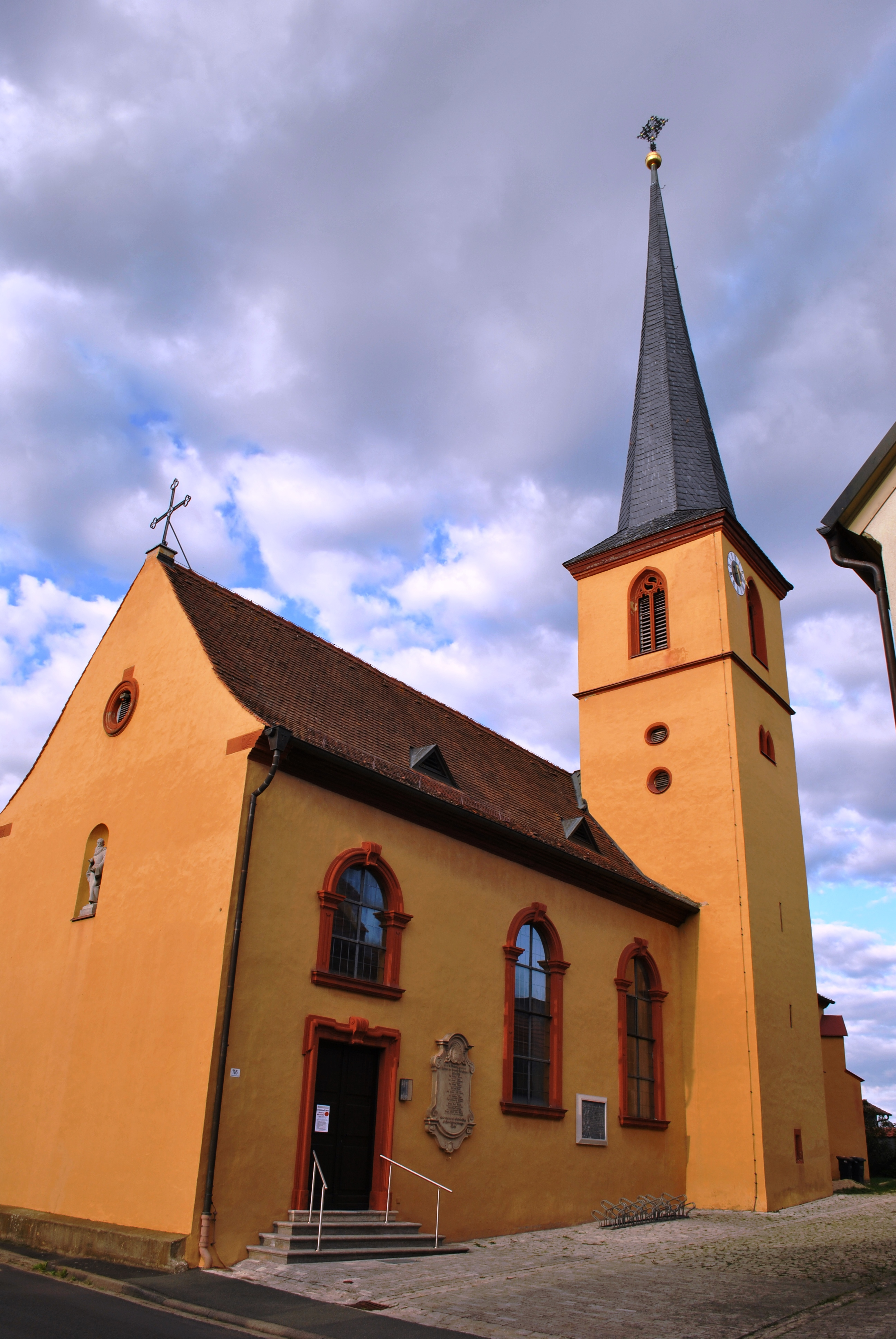
Die Ägidiuskirche in Gerlachshausen

Die Ägidiuskirche bildet den nördlichen Abschluss des Altortes. Ihr Vorgängerbau entstand als eine der ersten Kirchen im Steigerwaldvorland und bildete bald die Urpfarrei für das Schwarzacher Becken. Im 12. Jahrhundert kam Gerlachshausen und seine Pfarrei an das Kloster Münsterschwarzach. Bis in die Frühe Neuzeit verlor Gerlachshausen seinen Pfarreistatus und wurde zu einer Filialkirche von Stadtschwarzach herabgestuft.
Die Kirche ist ein großer, geosteter Saalbau mit einem Ostchor aus dem beginnenden 15. Jahrhundert. Die Untergeschosse des fünfgeschossigen Turmes an der Südostecke des Langhauses stammen ebenfalls aus dem 15. Jahrhundert. Um 1600 wurde er aufgestockt und mit dem charakteristischen Julius-Echter-Spitzhelm versehen. 1751 ergänzte man das heute noch bestehende Langhaus. Es wurde nach einem Sturm im Jahr 1879 erneuert.
Beherrscht wird das Innere der Ägidiuskirche von drei Altären. Alle drei kamen im Zuge des Langhausneubaus im 18. Jahrhundert ins Kircheninnere. Ältester Teil der Ausstattung ist die spätgotische Pietà an der nördlichen Chorwand. Sie wurde um das Jahr 1400 geschaffen. Eine Besonderheit bilden die Fresken im Langhaus, die wohl ursprünglich vom Künstler Andreas Dahlweiner geschaffen wurden. Nach den Zerstörungen im 19. Jahrhundert führte Eulogius Böhler die Arbeiten neu aus.

#### Schloss Gerlachshausen
Das Schloss Gerlachshausen steht in der Schloßgasse im Süden des Altortes. Das Schloss kann als ältester Herrschaftsbau im Schwarzacher Becken bezeichnet werden. Büll identifiziert das Schloss als Vogteischloss der Casteller, das bereits im Frühmittelalter zur Zeit des Münsterschwarzacher Frauenklosters bestand. Später wandelte man den Bau in ein Amtsschloss um, dass dem Münsterschwarzacher Schultheißen in Gerlachshausen als Wohnsitz diente.
Heute präsentiert sich das ehemalige Schloss nur noch wenig repräsentativ. Es ist verbaut und die Bausubstanz ist in den letzten Jahrzehnten vernachlässigt worden. Das Grundstück wird von einem zweigeschossigen Massivbau aus dem 17. Jahrhundert überragt. Besonders bemerkenswert ist das steile Frackdach. Die profilierten und geohrten Fensterrahmungen wurden teilweise abgeschlagen, lediglich das Portal mit Oberlicht auf der Dorfseite besteht noch. Um den Bau haben sich Mauerreste der Vorgängerbauten erhalten.

#### Privathäuser und Kleindenkmäler
Im Gerlachshäuser Altort haben sich mehrere Häuser erhalten, die heute vom Bayerischen Landesamt für Denkmalpflege als Baudenkmal unter Schutz gestellt sind. Insbesondere entlang der Schweinfurter Straße bestehen solche Häuser. Sie sind eingeschossig errichtet und schließen mit einem Walmdach ab. Die Häuser sind unverputzt, sodass das Bruchsteinmauerwerk sichtbar ist. Ursprünglich waren die Häuser Teil der charakteristischen Häckerhöfe des Schwarzacher Beckens, die im 19. Jahrhundert errichtet wurden. Die Torpfosten neben den Häusern wurden allerdings zumeist entfernt. Lediglich in der Schweinfurter Straße 110 hat sich ein Hoftor erhalten.
Als katholisches Dorf in Franken bestehen außerdem mehrere Bildstöcke um Gerlachshausen, deren Bestand aber durch Zerstörungen und Unfälle bis heute bedroht ist. Ältester dieser Stöcke ist die Martersäule vor dem Friedhof, die als gotisch bezeichnet, bereits im Mittelalter entstand. Jünger ist ihr Aufsatz, der mit einem modernen Relief verziert wurde. Vor dem Schloss hat sich außerdem ein Relief der Pietà erhalten, das im 18. Jahrhundert entstand und 2010 erneuert wurde.

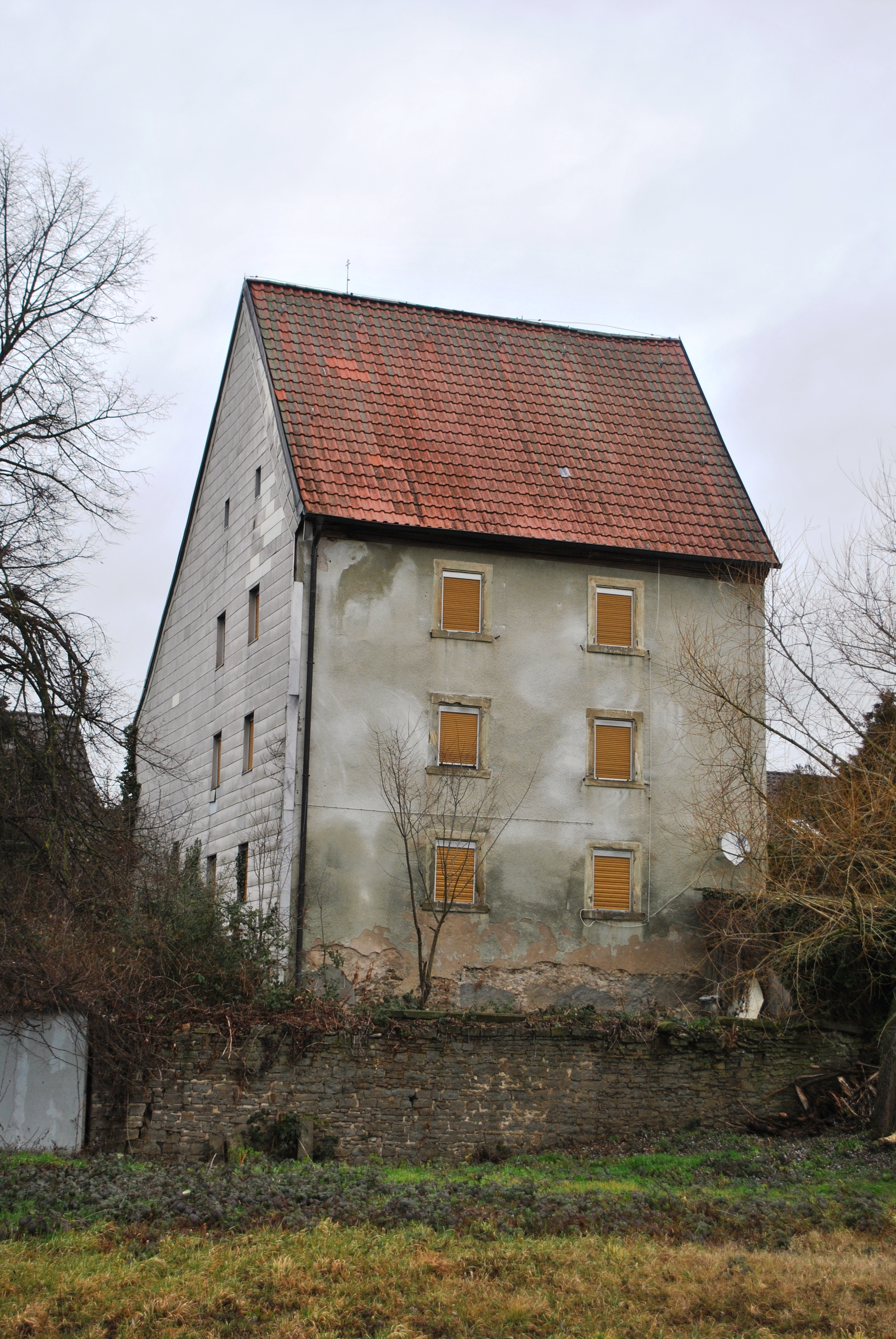
Schloss Gerlachshausen
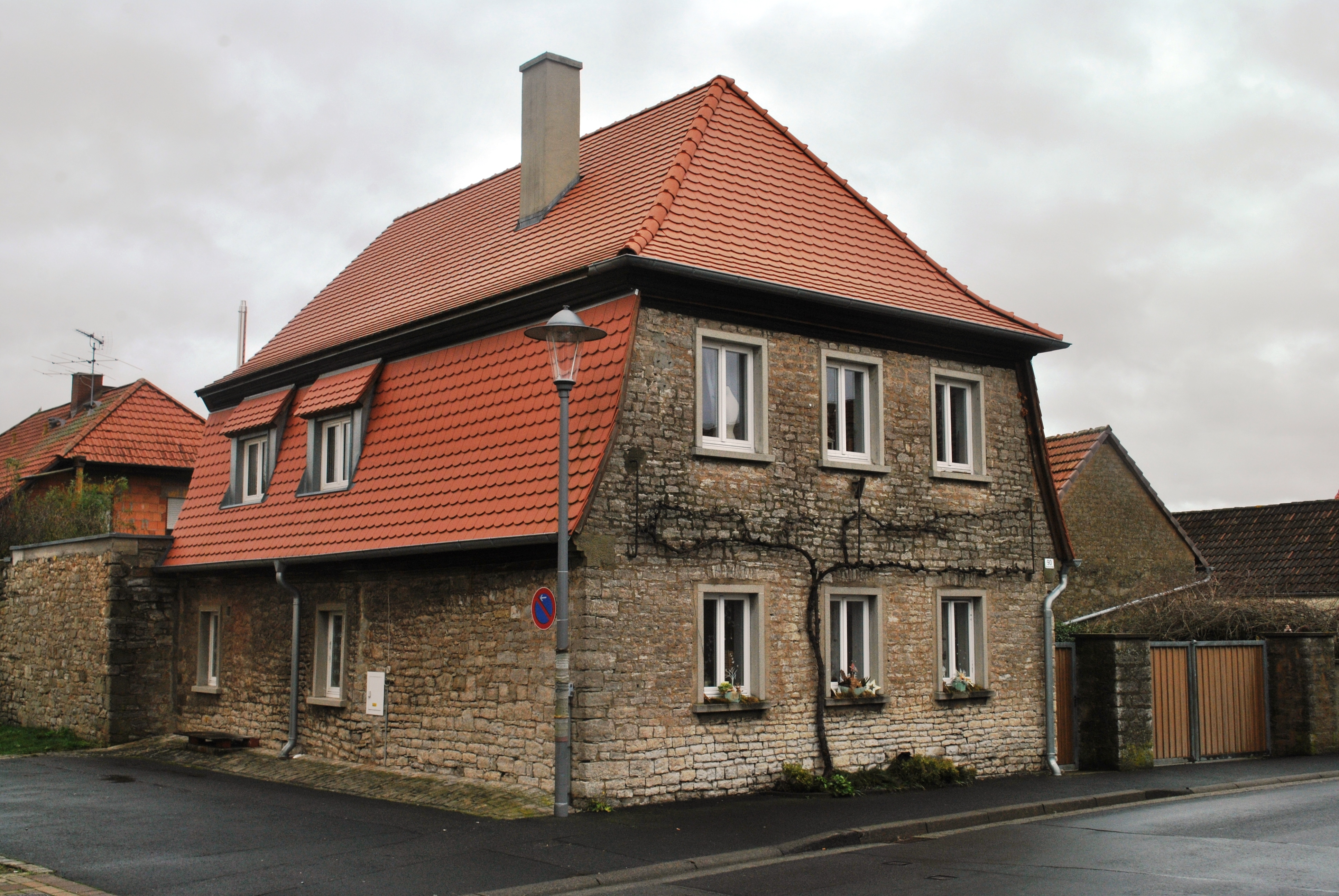
Haus Schweinfurter Straße 90
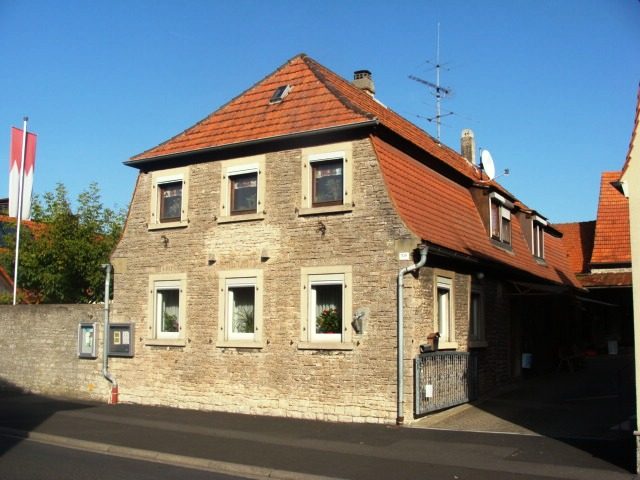
Haus Schweinfurter Straße 108
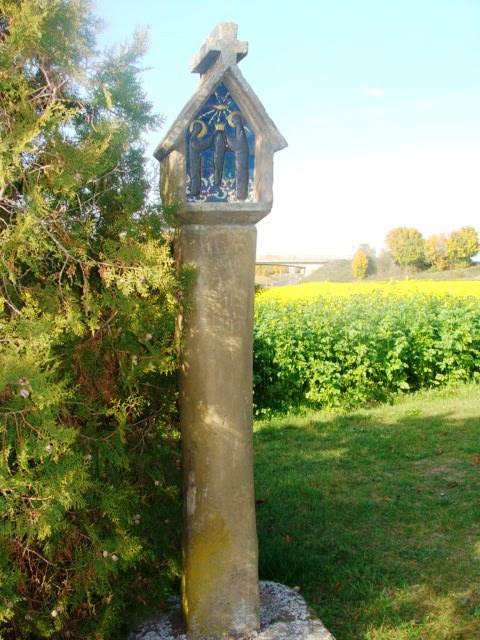
Bildstock am Friedhof
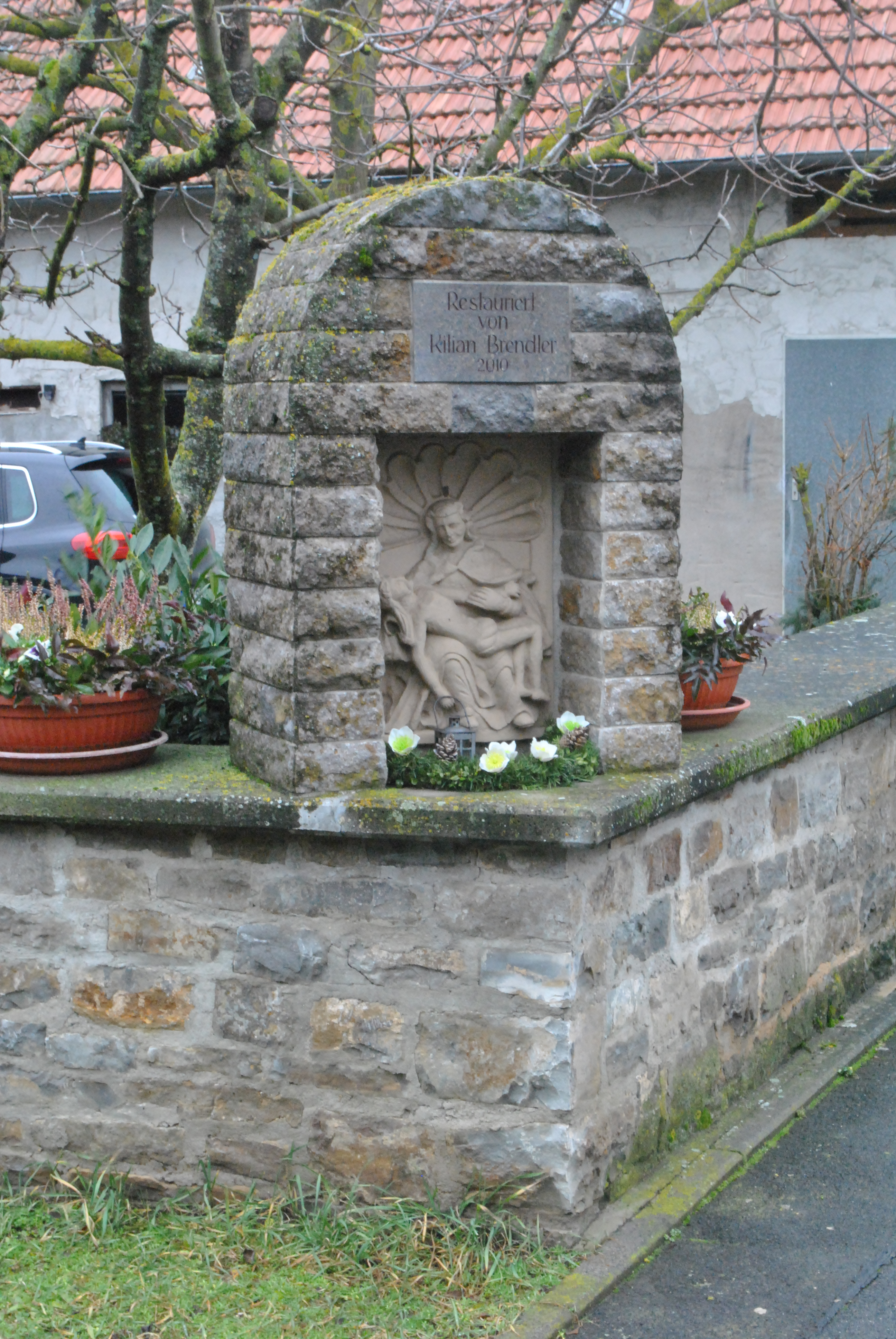
Pietà vor dem Schloss

### Graue Marter
Die Graue Marter wurde in die Friedhofskapelle von Sommerach versetzt und ist damit kein Baudenkmal in Gerlachshausen mehr. Allerdings hängt ihre Geschichte eng mit dem Dorf zusammen und am alten Standort in der Nähe der Gemarkungsgrenze Gerlachshausen-Sommerach auf der Weininsel wurde eine Kopie der Marter aufgestellt. Die Graue Marter kann als der bedeutendste Bildstock Frankens bezeichnet werden, seine Erbauer werden dem Riemenschneider-Umfeld zugerechnet.
Die Marter wurde 1511 von Heinrich Zorn einem Bürgermeister von Gerlachshausen gestiftet. Dies belegt eine Inschrift auf dem Bildstock. Zuzuordnen ist das Werk dem Meister des Dettelbacher Tympanons. Der Bildstock ist vierkantig und stammt aus der Spätgotik. Schaft und würfeliger Aufsatz weisen Bebilderungen auf. Der Aufsatz läuft in Form eines fränkischen Bauernhauses mit Walmdach aus. In den Darstellungen am Aufsatz wird die Passion Christi gezeigt.

## Wirtschaft und Infrastruktur

### Wirtschaft
Wirtschaftlich ist Gerlachshausen heute weitgehend in den Strukturen der Gemeinde Schwarzach am Main aufgegangen. Ähnlich wie in den Nachbarorten pendelt man in die großen Industriebetriebe nach Kitzingen oder Würzburg aus. Daneben existieren immer noch einige landwirtschaftliche Betriebe, die insbesondere im Osten der Gemarkung Flächen bewirtschaften. Der am Ort vorbeigeführte Mainkanal mit der Schleuse spielt eine nur untergeordnete Rolle für die wirtschaftliche Entwicklung.
Historisch bestanden in Gerlachshausen mehrere Muschelkalkbrüche, sodass der Ort Anlaufpunkt für die vielen Steinfuhrwerker war. Daraus resultierte eine hohe Dichte an Beherbergungsbetrieben. Hierzu trug auch die Nähe zum Main bei. Da Gerlachshausen lange Zeit die einzige Gemarkung mit Mainzugang hatte, landeten hier die Versorgungsgüter für die Mönche des Konventes in Münsterschwarzach an. Daneben verschiffte man auch die Steine aus den Brüchen von hier aus nach Albertshofen.

### Verkehr
Gerlachshausen ist heute verkehrstechnisch eher unbedeutend. In der Frühen Neuzeit führte allerdings eine wichtige Geleitstraße zwischen Schweinfurt-(Volkach)-Kitzingen durch das Dorf. Daneben profitierte Gerlachshausen von der Furt zwischen Schwarzenau und Münsterschwarzach, die sich später zu einer Fähre zwischen Schwarzenau und Stadtschwarzach entwickelte und zu einem bedeutenden Mainübergang aufstieg. Gerlachshausen musste lange Zeit als Mutterpfarrei von den Bewohnern ihrer Filialorte regelmäßig erreicht werden.
Seit dem Jahr 1997 verläuft die Staatsstraße 2271 als Umgehungsstraße am Dorfkern von Gerlachshausen im Westen des Dorfes vorbei. Sie bildet die Nachfolgerin der frühneuzeitlichen Geleitstraße und vermittelt in die nächstgelegenen Mittelzentren Kitzingen und Volkach. Daneben führen die Kreisstraßen KT 11 und KT 29 durch die Gerlachshäuser Gemarkung. Die Kreisstraße KT 29 mündet von Sommerach kommend in der Staatsstraße und führt lediglich als Sommeracher Ortsverbindung im Nordwesten durch die Fluren von Gerlachshausen.
Die Kreisstraße KT 11 bildet dagegen das Rückgrat der Gemeinde Schwarzach am Main und verbindet als Hauptstraße die Orte Gerlachshausen-Münsterschwarzach-Stadtschwarzach miteinander, wobei sie in den Orten Schweinfurter Straße genannt wird. Die Verbindung nach Dimbach im Nordosten wird über eine lediglich lokal genutzte Straße sichergestellt. Der historische Weg nach Ulberg bzw. Volkach ist heute Teil des ausgedehnten Main-Radweges.
Gerlachshausen besitzt zwei Bushaltestellen im langgestreckten Ortskern (Kirche und Wehrgasse), die von zwei Linien der OVF angefahren wird. Es sind dies die Linie 8108 (Würzburg-Dettelbach-Nordheim am Main) und 8110 (Kitzingen-Dettelbach/Schwarzach-Volkach). Der Main bzw. der Mainkanal spielen heute für den Verkehr eine nur noch untergeordnete Rolle, wenn Gerlachshausen wohl auch als historisches Verladezentrum der Abtei Münsterschwarzach gelten kann. Die nächste Mainlände ist in Volkach zu finden.

### Bildung
Heute besitzt Gerlachshausen keine eigene Schule mehr. Seit 1965 werden die Kinder in der Verbandsschule Schwarzacher Becken unterrichtet, die als eine der ersten überregionalen Schulen in Unterfranken entstand und in der Nähe von Stadtschwarzach errichtet wurde. Das alte Schulhaus vor der Kirche entstammt dem 19. Jahrhundert und bot den Schülern und Schülerinnen von Münsterschwarzach und Gerlachshausen Platz. Seit 1938 hatten sich die beiden Gemeinden zusammengeschlossen. In Gerlachshausen wurden die Kinder einklassig unterrichtet.
Gerlachshausen liegt heute im Sprengel des Mittelschulverbundes Dettelbach-Volkach und ist der Rudolf-von-Scherenberg Mittelschule in Dettelbach zugeordnet. Weiterführende Schulen können mit der Mädchenrealschule in Volkach und mit der Realschule in Dettelbach besucht werden. Gymnasien gibt es in Münsterschwarzach (Egbert-Gymnasium), Volkach-Gaibach (Franken-Landschulheim Schloss Gaibach), Wiesentheid (Steigerwald-Landschulheim) und Kitzingen (Armin-Knab-Gymnasium).

### Vereine und Verbände
Im Dorf bestehen heute nur noch zwei Vereine. Ältester ist die Freiwillige Feuerwehr, die in einem Feuerwehrverein organisiert ist. Sie ist eine der älteren Wehren im Schwarzacher Becken und wurde bereits am 15. Mai 1875 gegründet. 1880 wandelte man sie kurzzeitig in eine Pflichtfeuerwehr um. In den 2000er Jahren zog die Feuerwehr in das heutige Feuerwehrhaus. Die Feuerwehr Gerlachshausen besitzt heute ein Tragkraftspritzenfahrzeug (TSF+ PA). Amtierende Kommandantin ist Annette Hillenbrand.
Wesentlich jünger ist die Spielvereinigung (SpVgg) Münsterschwarzach-Gerlachshausen. Sie wurde in ihrer heutigen Form am 31. Januar 1950 gegründet, wobei beide Orte bereits 1929 zusammen im DJK Münsterschwarzach spielten. Der Sportplatz der SpVgg besteht nahe der Kanalschleuse. Im Mai 1970 wurde eine Korbballabteilung zugegründet, zuvor hatte lediglich eine Fußballmannschaft bestanden. 1971 gründete sich außerdem eine Gymnastikgruppe im Verein. Heute besteht zusätzlich eine Kinderturngruppe.